# 普里埃庫利市鎮
普里埃庫利市鎮，曾是拉脫維亞的一個市鎮，設立於2009年，位於該國中部。人口9550，面積301.8平方公里，人口密度約32人/km2。
2021年7月1日，普里埃庫利市鎮与其它市镇一起合并至采西斯市鎮。

## 外部連結
- 采西斯市鎮官方網站 （页面存档备份，存于） （拉脱维亚文）